# Джонс, Акела
Акела Джонс (англ. Akela Jones; род. 22 апреля 1995, Сент-Мишель) — барбадосская легкоатлетка, специалистка по многоборьям, прыжкам в длину и высоту. Выступает за сборную Барбадоса по лёгкой атлетике с 2008 года, обладательница бронзовой медали Панамериканских игр, чемпионка мира среди юниоров, рекордсменка страны, участница летних Олимпийских игр в Рио-де-Жанейро.

## Биография
Акела Джонс родилась 22 апреля 1995 года в приходе Сент-Мишель, Барбадос.
Впервые заявила о себе в лёгкой атлетике на международном уровне в сезоне 2008 года в возрасте 12 лет, когда вошла в состав барбадосской национальной сборной и выступила на CARIFTA Games, где стала серебряной призёркой в прыжках в длину.
В 2011 году в той же дисциплине заняла шестое место на юношеском мировом первенстве в Лилле.
На юниорском мировом первенстве 2012 года в Барселоне так же стартовала в прыжках в длину, но в финал не вышла.
Училась в США в Оклахомском баптистском университете, неоднократно принимала участие в различных студенческих соревнованиях по лёгкой атлетике.
В 2014 году на юниорском мировом первенстве в Юджине с результатом 6,34 метра превзошла всех соперниц в прыжках в длину и завоевала золотую медаль, став первой в истории представительницей Барбадоса, сумевшей выиграть данные соревнования. Также вышла здесь в финал в прыжках в высоту, но решила сняться из-за незначительной травмы колена. За победу на юниорском мировом первенстве по итогам сезона была признана лучшей спортсменкой Барбадоса.
В 2015 году перевелась в Университет штата Канзас, в зачёте семиборья выиграла первый дивизион чемпионата Национальной ассоциации студенческого спорта. Принимала участие в Панамериканских играх в Торонто, где стала шестой в прыжках в длину и выиграла бронзовую награду в прыжках в высоту. Стартовала с семиборье на чемпионате мира в Пекине.
В 2016 году выступила на молодёжном чемпионате NACAC в Сан-Сальвадоре, откуда привезла награды золотого и серебряного достоинства, выигранные в прыжках в высоту и длину соответственно. Выполнив олимпийские квалификационные нормативы, удостоилась права защищать честь страны на летних Олимпийских играх в Рио-де-Жанейро — в программе прыжков в высоту показала результат 1,85 метра и в финал не вышла, тогда как в семиборье с результатом в 6173 очка закрыла двадцатку сильнейших. Являлась знаменосцем Барбадоса на церемонии закрытия Игр.
После Олимпиады в Рио Джонс осталась действующей спортсменкой и продолжила принимать участие в различных легкоатлетических турнирах. Так, в мае 2021 года на соревнованиях в американской Чула-Висте она установила новый национальный рекорд Барбадоса в прыжках в длину — 6,80 метра.